# Pingasa commutata
Pingasa commutata är en fjärilsart som beskrevs av Walker 1860. Pingasa commutata ingår i släktet Pingasa och familjen mätare. Inga underarter finns listade i Catalogue of Life.